# Impianti della Coppa del Mondo di rugby 1999
| Immagine | Impianto e città                  | Capacità | Incontri disputati |
| --- | --------------------------------- | -------- | --- |
| Ravenhill | Ravenhill, Belfast                | 12500    | Australia ‒ Romania 57-9 (G) |
| la Méditerranée | Stade de la Méditerranée, Béziers | 18000    | Figi ‒ Namibia 67-18 (G) Francia ‒ Canada 33-20 (G) |
| Parc Lescure | Parc Lescure, Bordeaux            | 34327    | Francia ‒ Namibia 47-13 (G) Canada ‒ Figi 22-38 (G) |
| Ashton Gate | Ashton Gate, Bristol              | 21500    | Nuova Zelanda ‒ Tonga 45-9 (G) |
| Millennium Stadium | Millennium Stadium, Cardiff       | 74500    | Galles ‒ Argentina 23-18 (G) Galles ‒ Giappone 64-15 (G) Galles ‒ Samoa 31-38 (G) Galles ‒ Australia 9-24 (QF) Nuova Zelanda ‒ Sudafrica 18-22 (F3) Australia ‒ Francia 35-12 (F)                   |
| Lansdowne Road | Lansdowne Road, Dublino           | 49250    | Irlanda ‒ Stati Uniti 53-8 (G) Romania ‒ Stati Uniti 27-25 (G) Irlanda ‒ Australia 3-23 (G) Irlanda ‒ Romania 44-14 (G) Argentina ‒ Francia 26-47 (QF)                                              |
| Murrayfield | Murrayfield, Edimburgo            | 67500    | Scozia ‒ Sudafrica 29-46 (G) Scozia ‒ Uruguay 43-12 (G) Sudafrica ‒ Spagna 47-3 (G) Scozia ‒ Spagna 48-0 (G) Scozia ‒ Samoa 35-20 (B) Scozia ‒ Nuova Zelanda 18-30 (QF)                             |
| Netherdale | Netherdale, Galashiels            | 10600    | Spagna ‒ Uruguay 15-27 (G) |
| Hampden Park | Hampden Park, Glasgow             | 52500    | Sudafrica ‒ Uruguay 39-3 (G) |
| McAlpine Stadium | McAlpine Stadium, Huddersfield    | 28000    | Italia ‒ Nuova Zelanda 3-101 (G) |
| Welford Road | Welford Road Stadium, Leicester   | 16500    | Italia ‒ Tonga 25-28 (G) |
| Stadio Félix Bollaert | Stadio Félix Bollaert, Lens       | 41800    | Argentina ‒ Irlanda 28-24 (B) |
| Thomond Park | Thomond Park, Limerick            | 13500    | Australia ‒ Stati Uniti 55-19 (G) |
| Stradey Park | Stradey Park, Llanelli            | 10800    | Argentina ‒ Samoa 32-16 (G) |
| Twickenham | Twickenham, Londra                | 75000    | Inghilterra ‒ Nuova Zelanda 16-30 (G) Inghilterra ‒ Tonga 101-10 (G) Inghilterra ‒ Italia 67-7 (G) Inghilterra ‒ Figi 45-24 (B) Australia ‒ Sudafrica 27-21 (SF) Francia ‒ Nuova Zelanda 43-31 (SF) |
| Stade de France | Stade de France, Saint-Denis      | 80000    | Inghilterra ‒ Sudafrica 21-44 (QF) |
| Stadium Municipal | Stadium Municipal, Tolosa         | 27000    | Canada ‒ Namibia 72-11 (G) Francia ‒ Figi 28-19 (G) |
| Racecourse Ground | Racecourse Ground, Wrexham        | 15500    | Giappone ‒ Samoa 9-43 (G) |
| LEGENDA - G: fase a gironi - B: barrage preliminare ai quarti di finale - QF: quarti di finale - SF: semifinale - F3: finale per il terzo posto - F: finale |                                   |          | |